# Batalla de Kajmakčalan
La batalla de Kajmakčalan (o Kaymakchalan) (en serbi: Освајање Кајмакчалана) va ser una batalla que es va lliurar entre les tropes sèrbies i búlgares al front macedoni durant la Primera Guerra Mundial.
La batalla és part de la sèrie d'enfrontaments que es van veure involucrats el Regne de Sèrbia (al costat de la Triple Entesa), i el Regne de Bulgària (al costat de les Potències Centrals). La batalla també és coneguda per la gran quantitat de pèrdues sofertes per l'exèrcit serbi i el gran enfrontament que es va donar a banda i banda.

## Antecedents
A principis de la tardor de 1916, va començar l'ofensiva llargament esperada de la Triple Entesa: les forces sèrbies i franceses van avançar cap al nord de Monastir, mentre que els britànics van enviar la vall del riu Vàrdar.
Els búlgars estaven atrinxerats en fortes posicions defensives.

## Batalla
La batalla es va lliurar entre el 12 i 30 de setembre de 1916, quan l'exèrcit serbi va aconseguir capturar el pic del Profeta Elies, mentre empenyien els búlgars cap a la ciutat de Mariovo, on els búlgars van formar una nova línia defensiva.
Entre el 26 i 30 de setembre, el pic va canviar de mans diverses vegades fins que va ser capturat de forma decisiva per l'exèrcit serbi en l'última data. La batalla va ser molt sagnant per a tots dos costats.

## Conseqüències
La batalla va resultar ser molt costósa per a tots dos bel·ligerants, i les pèrdues sèrbies van arribar a al voltant de 10.000 morts i ferits el 23 de setembre. Les companyies búlgares s'havien reduït a 90 homes cadascuna, i l'11è Regiment Sliven va tenir 73 oficials i 3.000 homes fora de combat.
Per l'aspecte estratègic, la batalla no va ser un gran èxit per als Aliats a causa de l'arribada de l'hivern, que va fer gairebé impossible els enfrontaments militars.
Amb aquesta victòria l'exèrcit serbi va aconseguir aturar l'ofensiva búlgara contra de les posicions del general francès Maurice Sarail.
La presa Kajmakčalan va facilitar a l'exèrcit serbi i a les forces franceses la continuació de les operacions que més tard alliberarien Monastir.

## Commemoració
Avui en dia hi ha una petita església al cim del Profeta Elies, on s'emmagatzemen els cranis de soldats serbis morts, i és considerada com un lloc cultural i una atracció turística.
| «                                                                | (serbi) Мојим див-јунацима неусташивим и верним, који грудима својим отворише врата слободи и осташе овде као вечни стражари на прагу отаџбине. | (català) El meu poderós valent i fidel, que va obrir la porta al seu valor i a la llibertat i que es va quedar aquí, igual que els guàrdies al llindar de la pàtria eterna. | » |
| — Dedicació d'Aleksandar Karađorđević a la capella commemorativa | | |   |

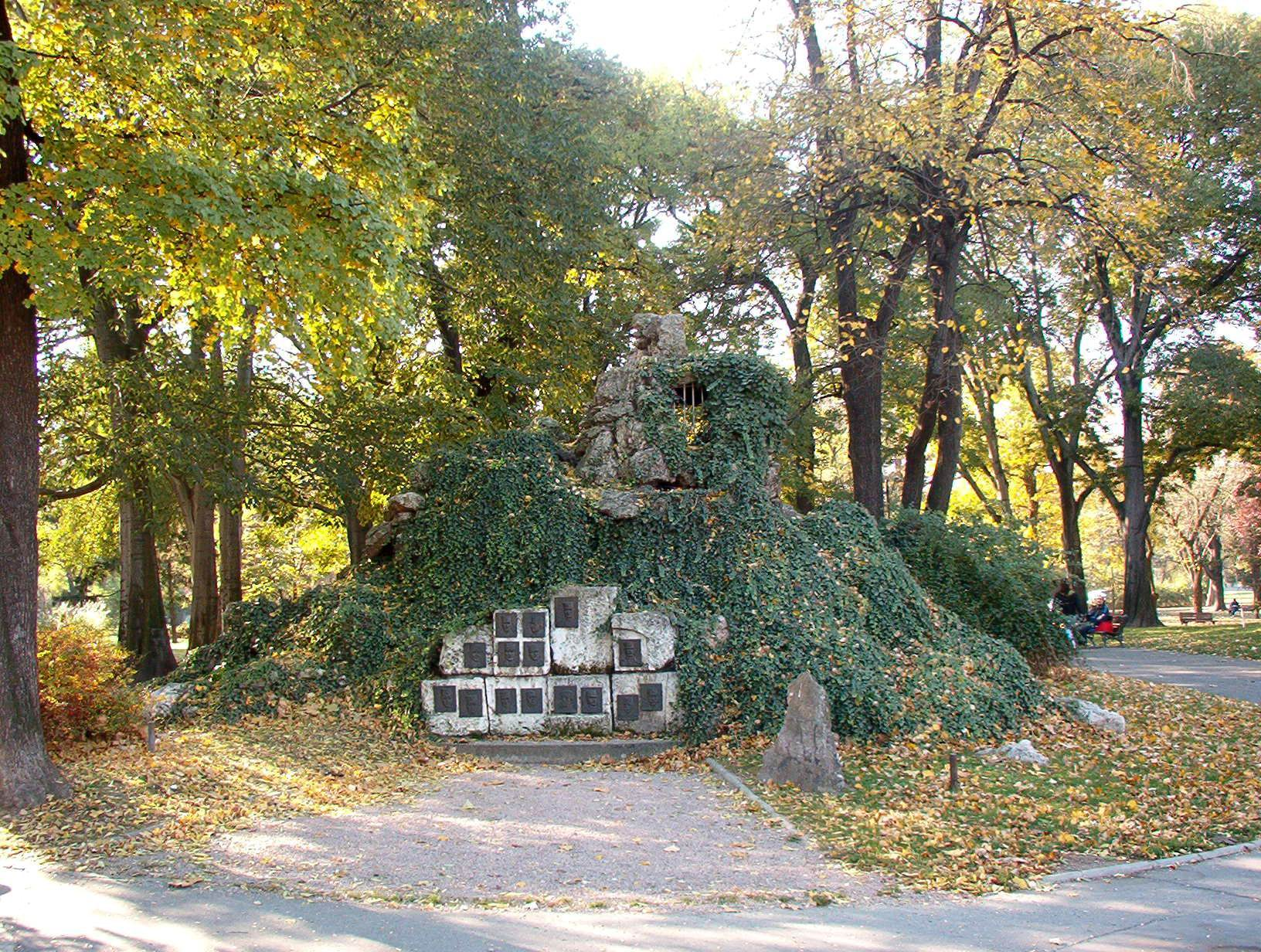
Torre de vigilància de l'alt comandament serbi

En la part superior de la muntanya estava a la torre de vigilància de l'alt comandament serbi. Després de la penetració pel front sud i el ràpid ritme de l'avanç de l'exèrcit serbi amb la cooperació de la cavalleria francesa, l'alt comandament serbi va decidir que la part superior de la torre de vigilància de Kajmakčalan fos traslladada a Sèrbia. La torre es va traslladar amb carretes de bous per carreteres en mal estat i després va ser reconstruïda en un parc del centre de Belgrad, al carrer de Parlament Federal, en diagonal des de la «casa de pedra», és a dir, l'edifici on es troba l'oficina de correus, Telekom i el Banc Nacional de Sèrbia. En l'actualitat, el monument conté els noms de tots els generals de l'exèrcit serbi que van destacar durant la Primera Guerra Mundial.
El poeta Aleksa Šantić va dedicar un poema a la batalla el 1920 amb el mateix nom.